# Філіпп Ашенвальд
Філіпп Ашенвальд (нім. Philipp Aschenwald) — австрійський стрибун з трампліна, медаліст чемпіонатів світу. 
На світовій першості 2019 року в австрійському Зефельді Ашенвальд завоював дві срібні медалі: як член чоловічої команди на великому трампліні й як член змішаної команди на нормальному трампліні. У 2021 році, в Оберстдорфі він знову входив до австрійської чоловічої команди, що виборола срібні медалі на великому трампліні.